# دن کرین (بازیکن فوتبال)
دن کرین (انگلیسی: Dan Crane؛ زادهٔ ۲۷ مهٔ ۱۹۸۴) بازیکن فوتبال اهل بریتانیا است.
از باشگاه‌هایی که در آن بازی کرده‌است می‌توان به باشگاه فوتبال وست برومویچ آلبیون، باشگاه فوتبال کمبریج یونایتد، باشگاه فوتبال برتون آلبیون، باشگاه فوتبال کوربی تاون، باشگاه فوتبال لوس، و باشگاه فوتبال سولیهال مورس اشاره کرد.